# باد اورب
شهر باد اورب در ایالت هسن در کشور آلمان واقع شده است.